# فيلي ميلر (لاعب كرة قدم)
فيلي ميلر (بالإنجليزية: Willie Millar)‏ (20 مارس 1901 في المملكة المتحدة - 19 يوليو 1966 بيورك في المملكة المتحدة) هو لاعب كرة قدم بريطاني (وحمل سابقاً جنسية المملكة المتحدة لبريطانيا العظمى وأيرلندا) في مركز الهجوم. لعب مع غلينتوران ونادي ريل ونادي كرو ألكساندرا ونادي ميدلزبره ونادي يورك سيتي وهارت أوف ميدلوثيان ونادي درومكوندرا ‏ وBo'ness F.C. ‏ وDunipace F.C. ‏ ونادي آير يونايتد.